# Hermanni (Helsinki)
Hermanni (schwed. Hermanstad) ist der 21. Stadtteil (finn. kaupunginosa) der finnischen Hauptstadt Helsinki.

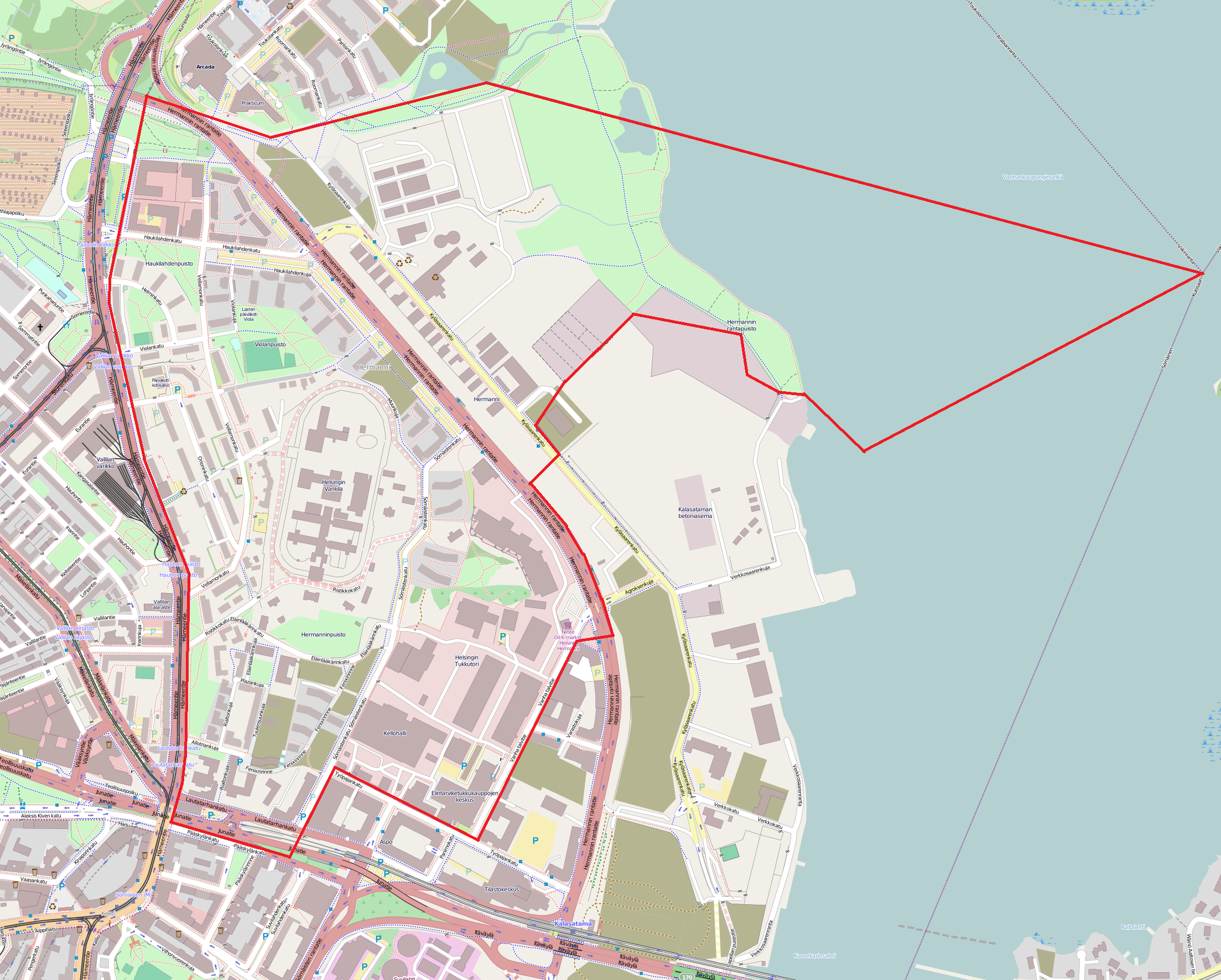
Hermanni

Der Stadtteil grenzt im Norden an den Stadtteil Toukola, im Süden und Osten an Sörnäinen und im Westen, getrennt durch die Hämeentie, an Alppiharju, Vallila und Kumpula. Zusammen mit Vallila bildet Hermanni einen Stadtbezirk (peruspiiri), der auch den Namen Vallila trägt. Benannt ist der Stadtteil nach dem Freiherren Herman Standertskjöld-Nordenstam. Ursprünglich entstanden in Hermanni ab den 1880er Jahren Holzhäuser, die später in den 1950er und 1960er Jahren jedoch zunehmend von Backstein- und Betonbauten verdrängt wurden. Vor allem im Süden des Stadtteils entstanden zuletzt wieder neue, moderne Häuser.
Politisch ist Hermanni eine Hochburg der Grünen und Linken. Bei den Parlamentswahlen 2011 erhielt der Grüne Bund und das Linksbündnis jeweils 19,8 %, die Sozialdemokratische Partei 19,3 %. Die Nationale Sammlungspartei mit 16,9 % und die Basisfinnen mit 12,7 % folgten auf den weiteren Rängen.

## Galerie

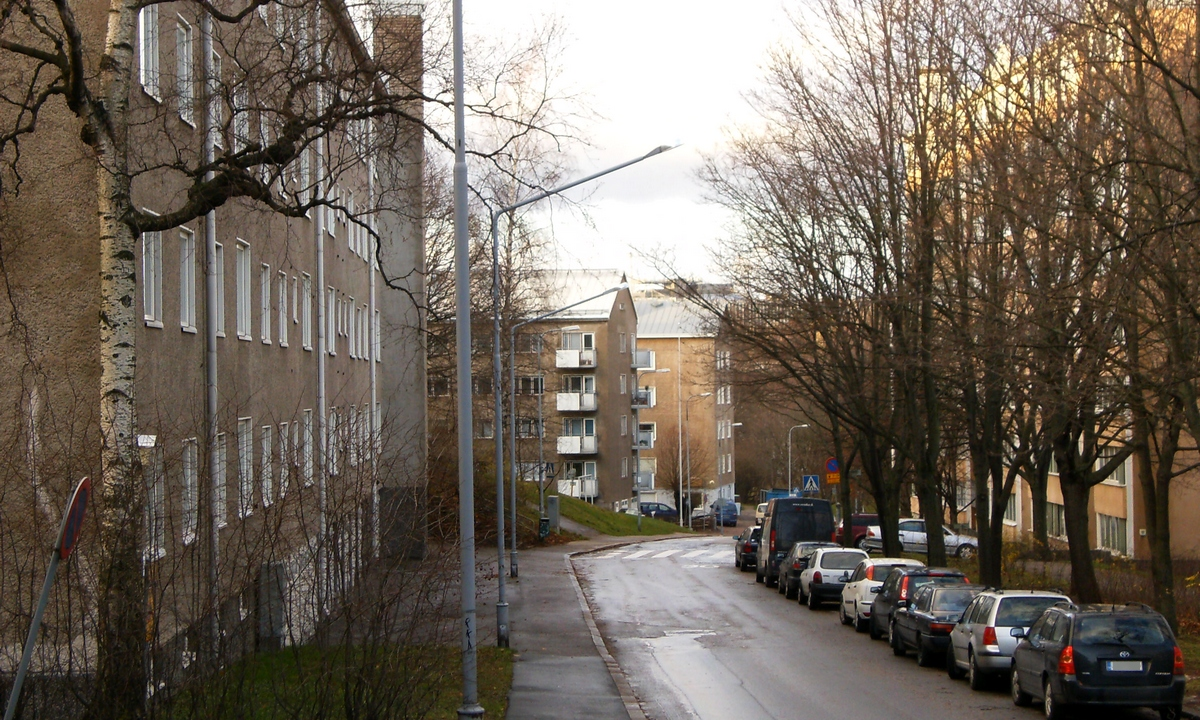
Die Vellamonkatu in Hermanni, November 2008
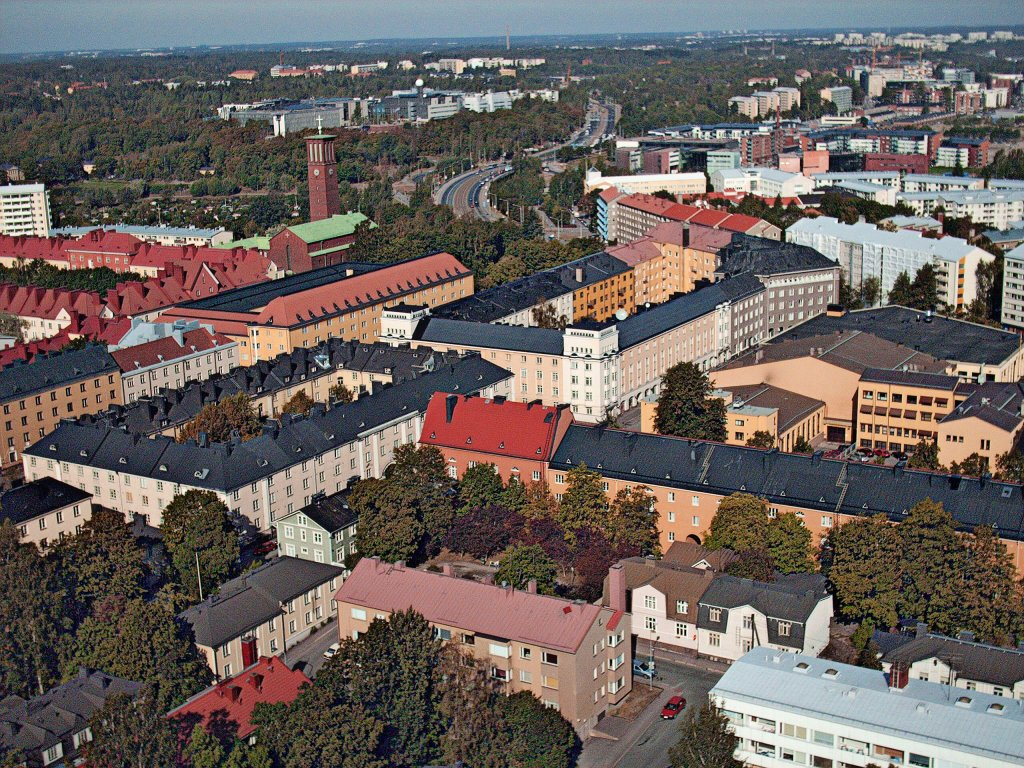
Vallila im Vordergrund, rechts Hermanni
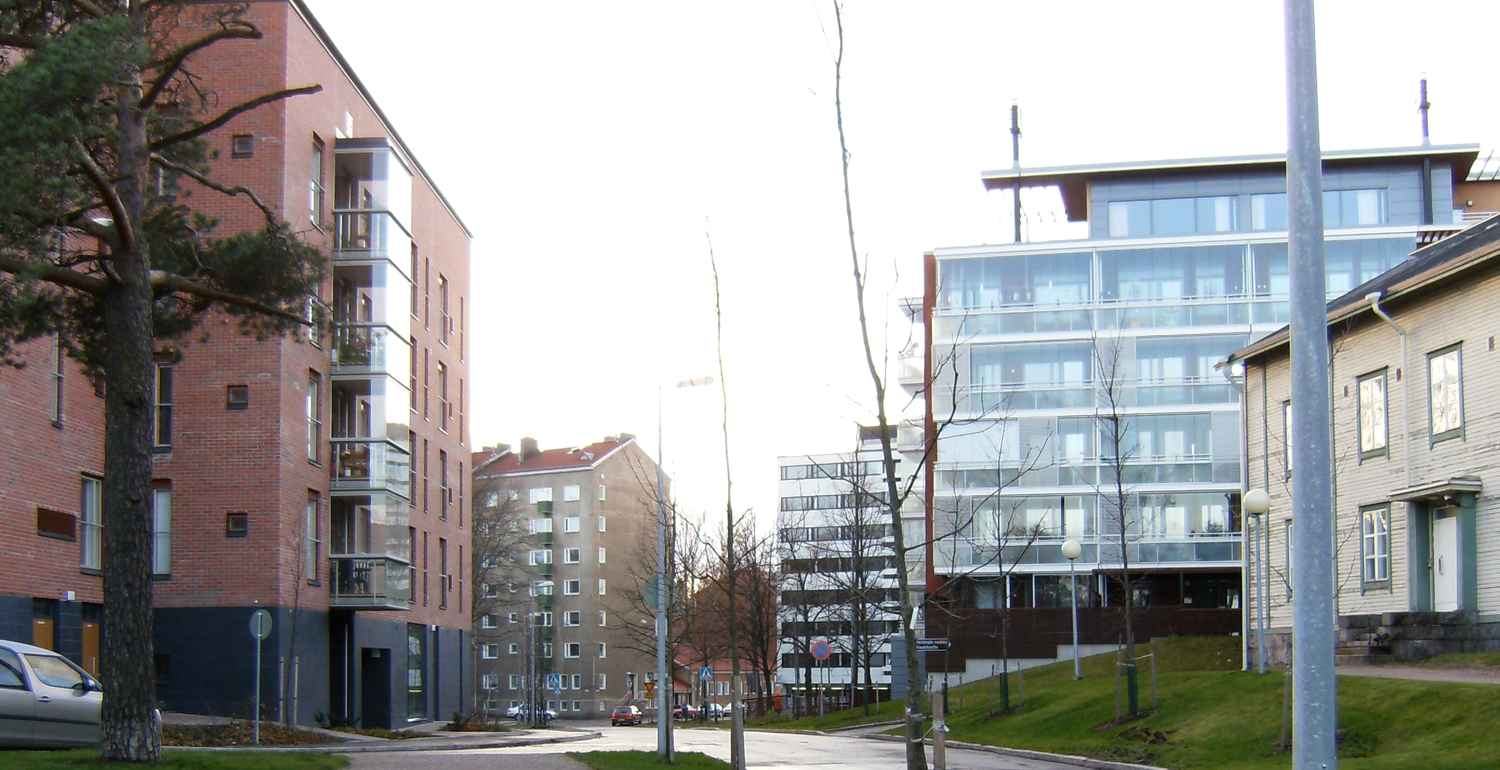
Die Ristikkokatu in Hermanni, 2008